# 石磊 (统计学家)
石磊，云南财经大学教授，主要研究领域包括统计学、数据挖掘、科学计算。现任云南财经大学统计学科首席教授，云南同创科学计算与数据挖掘研究中心主任。石磊曾入选中国教育部长江学者特聘教授，国家百千万人才工程人选，国务院特殊津贴获得者。